# ریچارد استیون هورویتز
ریچارد استیون هورویتز (انگلیسی: Richard Steven Horvitz؛ زادهٔ ۲۹ ژوئیهٔ ۱۹۶۶) یک هنرپیشه اهل ایالات متحده آمریکا است.
از فیلم‌ها یا برنامه‌های تلویزیونی که وی در آن نقش داشته است می‌توان به مدرسه تابستانی، اطلاع‌رسانی! و سابرینا به روم می‌رود ، اشاره کرد.